# O Redator
O Redator é a sétima faixa do álbum Azul da banda Zimbra, sendo lançada também como single em 9 de junho de 2016. Foi composta por Rafael Costa e produzida pelo renomado produtor Lampadinha.
A música segue a linha dos últimos lançamentos da banda e, principalmente, das canções apresentadas no último EP “Mocado”, de 2014, que chamou atenção pela mistura na medida certa do romantismo melodramático com elementos do funk e soul brasileiro da década de 1970.

## História
Rafael conta que a música é sobre um redator fazendo uma análise profissional dele mesmo e continua dizendo que ele fez quand estva cursando Publicidade na faculdade, logo o redator é o próprio Rafael. 

## Clipe
Em 2017 a banda lançou o clipe da música. Em comemoração ao Dia das Crianças, o grupo decidiu converter toda a renda arrecadada do vídeo para instituição Casa de Esperança de Santos. A Zimbra disse que esta é uma forma de retribuir o apoio das pessoas de Santos, que acompanham todos os passos dos caras desde começo e uma tentativa de incentivar seu público a ajudar quem precisa. “Por vezes, temos a impressão que os problemas são grandes demais para procurarmos soluções sozinhos e ajudar. Porém, nos esquecemos que todas as grandes iniciativas começaram por pequenas atitudes”, diz Pedro, baterista da banda.
O vídeo conta com várias fotografias de momentos da infância dos integrantes da banda com montagens divertidas. “Partindo de uma ideia da dupla criativa Alexandre Nickel da banda Tópaz e Leandro Neko do grupo O Amor Existe, reunimos fotos nossas de crianças e começamos a matutar como poderíamos usar esse material em uma música que de certa forma trata de um tema recorrente a quando somos pequenos: histórias. Escolhida a música, uma coisa foi levando à outra e decidimos fazer animações e lançar especialmente nesse dia”, conta os integrantes.